# Ora greve
Ora greve (Schwere Stunde) è un racconto di genere storico dello scrittore tedesco Thomas Mann, apparso per la prima volta sul settimanale Simplicissimus nel 1905 e in volume nel 1914.

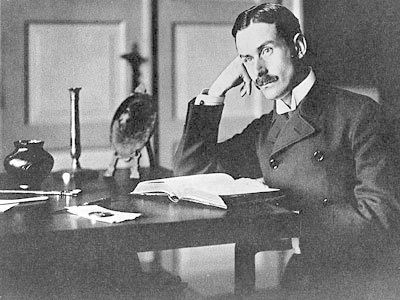
Thomas Mann, fotografia del 1905

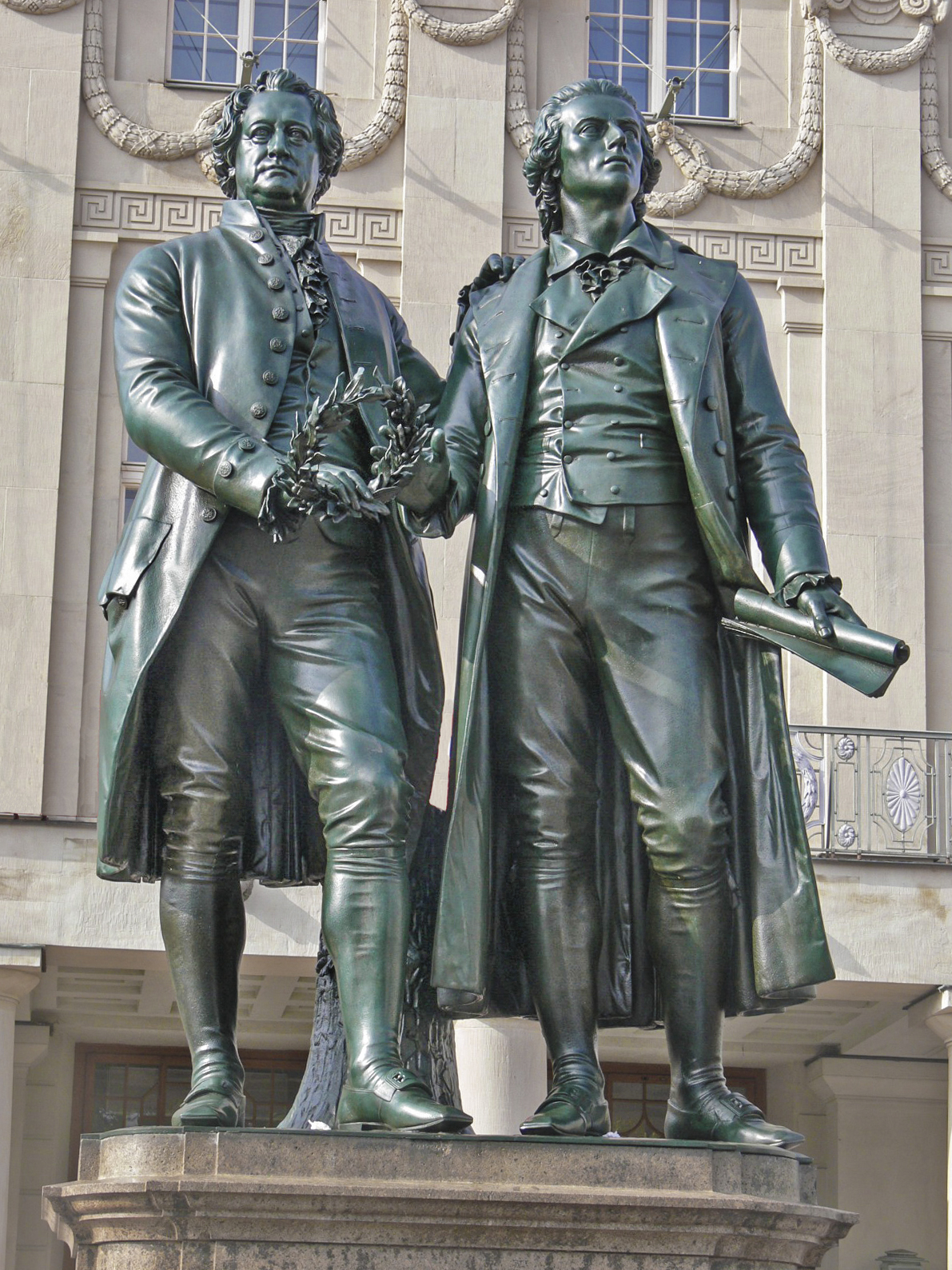
Goethe e Schiller, bronzo di E. Rietschel eretto di fronte al Großes Haus, sede del Deutsches Nationaltheater di Weimar

## Storia editoriale
Il racconto Schwere Stunde fu commissionato nell'autunno del 1904 a Thomas Mann dal settimanale Simplicissimus per un articolo da pubblicare in un numero speciale in occasione del centenario della morte del poeta e drammaturgo tedesco Friedrich Schiller avvenuta il 9 maggio 1805. Mann ammirava Schiller fin dall'età giovanile e dedicherà a Schiller anche i suoi ultimi interventi pubblici, poco prima della propria morte: due conferenze tenute sia a Stoccarda (RFT) che a Weimar (RDT) nel 1955 tratte dal Versuch über Schiller (Saggio su Schiller). Il racconto fu scritto da Thomas Mann nel marzo 1905, dopo il ritorno dalla luna di miele, e fu pubblicato da Simplicissimus nel numero del 9 maggio 1905. Schwere Stunde fu inserito nella raccolta Das Wunderkind: Novellen von Thomas Mann (dal titolo dell'omonimo racconto corrispondente in italiano a Il bambino prodigio) pubblicata nel 1914 dalla casa editrice S. Fischer Verlag. Il racconto fu pubblicato in italiano nel 1926 dall'editore Morreale nella traduzione di Rosina Pisaneschi e Alberto Spaini; successivamente fu tradotto almeno altre quattro volte, compresa la traduzione di Emilio Castellani per l'edizione dei racconti curata da Lavinia Mazzucchetti per Mondadori, l'unica casa editrice, dopo la Fischer, a pubblicare l'opera di Thomas Mann nella sua interezza.

## Trama
Ora greve è un monologo di Friedrich Schiller il quale in una notte del dicembre 1796, a Jena, ammalato, è intento, nel suo studio freddo, nella laboriosa composizione del poema drammatico a sfondo storico Wallenstein. Mentre moglie e figli dormono sereni nella camera accanto, le difficoltà legate all'enorme massa del materiale storico da elaborare e alla figura ambigua del protagonista, gli sembrano fallimentari. Schiller paragona i propri sforzi a quelli di Goethe, il quale sembra creare con felicità spontanea, quasi per puro dono degli dèi. Schiller è consapevole che, se ci si impegna con costanza, alla fine un'opera d'arte viene portata a termine e riesce a dare perfino un po' di gioia all'autore. Ma ci vorrebbe, per lo meno, un po' più di salute.
 
Si osservi che nel racconto di Thomas Mann né Schiller né Goethe sono chiamati per nome, come pure non viene mai scritto il vocabolo "Wallenstein". Il lettore comprende tuttavia l'argomento dal contesto e da alcuni riferimenti geografici (le città di Erfurt, Weimar e Jena) e biografici (la moglie "Lotte", l'amico Körner, la tragedia Don Carlos) relativi a Schiller.

## Critica
A giudizio di Italo Alighiero Chiusano,  il racconto Ora difficile è «una delle meditazioni-confessioni più alte che Mann abbia mai fatto sul problema dell'artista creativo [...] un racconto che ha un suo valore assoluto, oltre a essere una larvata confessione autobiografica». Anche Peter Sprengel sottolinea gli aspetti autobiografici presenti nel racconto, in particolare le difficoltà che incontrava Thomas Mann nella composizione del dramma teatrale storico Fiorenza. Lo storiografo Joachim Fest sottolinea invece come in Thomas Mann ci sia un atteggiamento narrativo sempre distaccato, ironico, che non permette l'incondizionata identificazione con personaggi che incutono grande rispetto. Espressione tangibile di tale precauzione ironica Mann la consegue nella combinazione di aggettivi e sostantivi, che spesso produce connessioni esplicitamente antitetiche nelle quali la sostanza intellettuale quasi si disgrega, e la conoscenza è data non tanto dal nesso concettuale in sé quanto dalla sua suggestione. Un esempio di tale atteggiamento, in Ora greve, è quando si accenna a come Schiller amasse Goethe («il tizio di Weimar») «con struggente ostilità».

## Edizioni

### In lingua originale
- (DE) Thomas Mann, Schwere Stunde, in Simplicissimus, vol. 10, München, 9 maggio 1905.
- (DE) Schwere Stunde, in Das Wunderkind: Novellen von Thomas Mann, collana Collezione Fischers Bibliothek zeitgenössischer Romane ; 6, 1ª ed., Berlin, S. Fischer Verlag, 1914,  pp. 28-43.
- (DE) Schwere Stunde, in collana Collezione Sämtliche Erzählungen, Band 1, Frankfurt am Main, Fischer-Taschenbuch-Verlag, 1987,  pp. 364-372, ISBN 3-10-348115-2.[13].

### Traduzioni in lingua italiana
- Ora greve, in Ora greve, Tristano ed altri racconti, collana Collezione I tedeschi, traduzione di Rosina Pisaneschi ed Alberto Spaini, Milano, Giuseppe Morreale Editore, 1926.
- Lavinia Mazzucchetti (a cura di), Ora difficile, in Novelle e racconti, collana Tutte le opere di Thomas Mann ; 2, traduzione di Emilio Castellani, Milano, Mondadori, 1953.
- Un'ora difficile, in Cane e padrone e altri racconti, collana Collezione I coralli ; 57, traduzione di Clara Bovero, Torino, Giulio Einaudi Editore, 1953.
- Ora difficile, in Racconti, collana Collezione Tascabili Bompiani ; 342, traduzione di Francesco Saba Sardi e Remo Costanzi, Milano, Bompiani, 1984.
- Ora difficile, in Racconti, collana Collezione Grandi tascabili economici ; 154, traduzione di Francesca Ricci, Roma, Newton Compton, 1992,  pp. 191-98.